# محددات التجارة

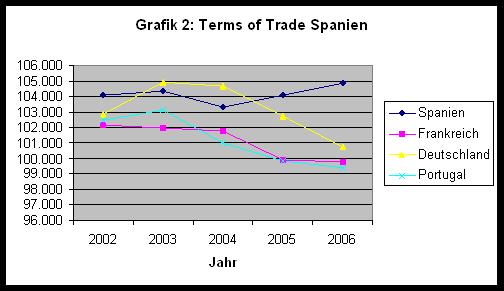

محددات التجارة (بالإنجليزية: Terms of trade، تُعرف اختصارًا بـ TOT) هي السعر النسبي للصادرات من حيث الواردات ويتم تعريفها على أنها نسبة أسعار الصادرات إلى أسعار الاستيراد. يمكن تفسيره على أنه كمية السلع المستوردة التي يمكن للاقتصاد شراؤها لكل وحدة من سلع التصدير.
إن تحسين محددات التبادل التجاري للدولة يفيد ذلك البلد بمعنى أنه يمكنه شراء المزيد من الواردات لأي مستوى معين من الصادرات. قد تتأثر محددات التبادل التجاري بسعر الصرف لأن الارتفاع في قيمة عملة الدولة يخفض الأسعار المحلية لوارداتها ولكنه قد لا يؤثر بشكل مباشر على أسعار السلع التي تصدرها.

## التاريخ
صاغ المصطلح لأول مرة من قبل الاقتصادي الأمريكي فرانك ويليام تاوسيج في كتابه التجارة الدولية لعام 1927. ومع ذلك، يمكن إرجاع نسخة سابقة من المفهوم إلى الاقتصادي الإنجليزي روبرت تورينز وكتابه الميزانية: في السياسة التجارية والاستعمارية ، الذي نشر في عام 1844، وكذلك إلى مقال جون ستيوارت ميل لقوانين التبادل بين الأمم؛ وتوزيع المكاسب التجارية بين دول العالم التجاري، المنشور في نفس العام، والذي تمت كتابته بالفعل في 1829 أو 1830.

## تعريف
محددات التجارة هي مقياس لمقدار الواردات التي يمكن أن يحصل عليها الاقتصاد لوحدة من السلع المصدرة. على سبيل المثال، إذا كان الاقتصاد يقوم فقط بتصدير التفاح ويستورد البرتقال فقط، فإن محددات التجارة هي ببساطة سعر التفاح مقسومًا على سعر البرتقال - وبعبارة أخرى، كم عدد البرتقال الذي يمكن الحصول عليه لوحدة من التفاح. نظرًا لأن الاقتصادات تقوم بتصدير واستيراد العديد من السلع، فإن قياس المحددات يتطلب تحديد مؤشرات الأسعار للسلع المصدرة والمستوردة ومقارنة الاثنين.